# Andrew Parrott
Andrew Parrott (ur. 10 marca 1947) – brytyjski dyrygent, najbardziej znany jako jeden z pionierów autentyzmu w wykonawstwie muzyki dawnej. 
Dyryguje także repertuarem współczesnym: prawykonanie i pierwsze nagranie opery Judith Weir Noc w Chińskiej Operze, nagrania utworów Johna Tavenera i Vladimíra Godára.
W 1973 założył zespoły Taverner Choir, Consort i Players. Pełnił funkcję dyrektora artystycznego orkiestry London Mozart Players i New York Collegium. Od 2006 gościnnie dyryguje Jerusalem Baroque Orchestra.
Współpracował m.in. z wytwórniami płytowymi EMI, Virgin Records i Sony Classical.
Opublikował wiele znaczących artykułów o Bachu, Monteverdim i Purcellu m.in. dla magazynu Early Music. Jest współwydawcą New Oxford Book of Carols i autorem książki The Essential Bach Choir.

## Publikacje
Parrott, A. (2000): The Essential Bach Choir. Woodbridge: Boydell Press. ISBN 0-85115-786-6